# 乌雅氏
烏雅氏（转写：Uya Hala），亦稱「吳雅氏」，為滿族姓氏之一。
雍正帝因其母孝恭仁皇后之故，宣稱烏雅氏乃「本朝舊族，創世名家」，實有誇大之嫌。烏雅氏在清代顯赫族人有孝恭仁皇后之父威武、協辦大學士兼刑部尚書兆惠、協辦大學士兼吏部尚書官保、清末正一品綏遠將軍欽差大臣貽穀。

## 名人
- 康熙帝之德妃烏雅氏，隸屬滿洲正白旗，為雍正帝之生母，尊為孝恭仁皇后。
- 乾隆帝協辦大學士兼刑部尚書兆惠。
- 嘉庆帝恩嫔。
- 道光帝庄顺皇贵妃，光绪帝之祖母。
- 光绪帝正一品綏遠將軍欽差大臣貽穀。
- 吴京，中国大陆演員及導演，代表作《战狼》、《战狼2》、《流浪地球》。